# Cephalopodum
Cephalopodum är ett släkte i familjen flockblommiga växter.

## Arter
Släktet innefattar två arter:
- Cephalopodum badachshanicum
- Cephalopodum hissaricum